# Feldeisenbahndirektion 2
Feldeisenbahndirektion 2 (FBD 2) sattes upp den 20 mars 1941 i Wehrkreis IV i Dresden som en förberedelse för den kommande invasionen av Sovjetunionen, Operation Barbarossa. Feldeisenbahndirektion var en typ av högre förband med järnvägstrupper som sattes upp för att sätta erövrade järnvägarna i drift för att kunna föra fram förnödenheter till stridande förband. Förbandet förfogade över administrativ personal, verkstadsförband för reparation av rullande material och järnvägsingenjörsförband för att kunna konvertera sovjetiska järnvägslinjer med spårvidden 1524 mm till den europeiska spårvidden 1435 mm. Detta för att kunna reparera och konvertera erövrade sovjetiska järnvägslinjer samt organisera driften av dessa, men man hade inte resurser att bemanna tåg och stationer utan där fick man förlita sig på civilpersonal som oftast hade jobbat vid sovjetiska statsjärnvägen innan kriget. I januari 1943 ansvarade man för transporter i ett område på 80 000 kvadratkilometer, med en linjelängd på 2039 kilometer. Samtidigt hade man personalstyrka på 36 964 män varav 11 388 var tysk personal.

## Operation Barbarossa
Förbandet sattes upp för att stödja armégrupp Mitte i framryckningen genom centrala Ryssland. Allteftersom järnvägslinjer konverterades och hamnade längre bort från frontlinjen överläts ansvaret för dessa till HBD Mitte i Minsk. Inför Slaget om Moskva kom FBD 2 att bära huvudansvaret för att transportera fram förnödenheter för den sista offensiven. Något man i början av offensiven lyckades uppfylla med minsta möjliga marginal, det fanns aldrig någon större möjlighet att bygga upp förråd i närheten av fronten utan förnödenheterna förbrukades i samma takt som de transporterades fram. När kylan kom förvärrades situationen dramatisk. På de delar av det erövrade järnvägsnätet som hunnit konverteras till normalspårvidd användes tyska lok, dessa klarade inte av det vinterklimat som rådde i Ryssland detta fick till följd att järnvägssystemet bröt samman från mitten av november.

### Befälhavare
Direktionsbefälhavare:
- Oberst Kurt Flimm 1 augusti 1941 – 28 februari 1942